# Myanmar University FC
Der Myanmar University Football Club ist ein Fußballverein aus Myanmar. Der Verein ist in Rangun beheimatet und spielt in der zweithöchsten Liga des Landes, der Myanmar National League 2.

## Geschichte
Der Verein wurde 2009 gegründet. Die Spieler des Clubs sind Studenten von Myanmar. Am Ende der Zweitligasaison 2022 und 2023 wurde man Vizemeister. Da der Verein die erforderlichen Lizenzunterlagen nicht vorweisen konnte, stieg man nicht in die erste Liga auf.

## Stadion

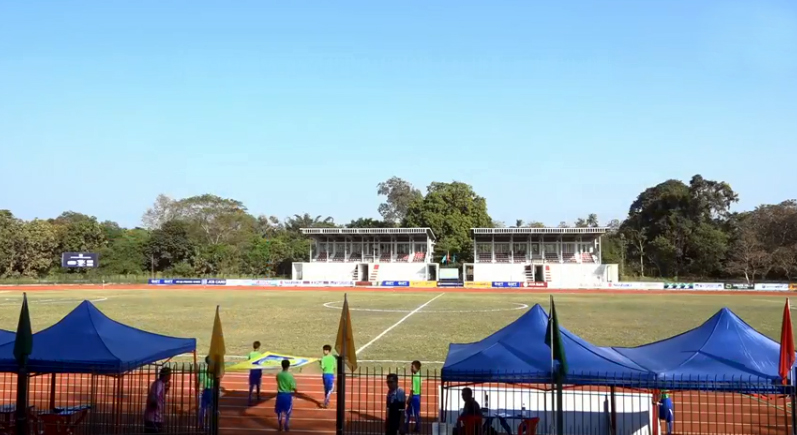
University Stadium

Der Verein trägt seine Heimspiele im University Stadium in Rangun aus. Die Sportstätte hat ein Fassungsvermögen von 1000 Zuschauern.

## Saisonplatzierung
| Saison | Liga  | Liga             | Liga         | Liga   | Liga | Liga | Liga | Liga  | Liga   | Liga     | Liga                                      |
| Saison | Liga  | Level            | Mannschaften | Spiele | S    | U    | N    | Tore  | Punkte | Position | Bemerkungen                               |
| ------ | ----- | ---------------- | ------------ | ------ | ---- | ---- | ---- | ----- | ------ | -------- | ----------------------------------------- |
| 2014   | MNL-2 | 2                | 10           | 17     | 3    | 0    | 14   | 22:65 | 9      | 9.       | Teilnahme als Gast Mannschaft             |
| 2015   | MNL-2 | 2                | 10           | 18     | 3    | 4    | 11   | 33:36 | 13     | 7.       | Teilnahme als All-University Selection FC |
| 2016   | MNL-2 | 2                | 12           | 22     | 6    | 5    | 11   | 33:50 | 23     | 8.       |                                           |
| 2017   | MNL-2 | 2                | 11           | 18     | 7    | 2    | 9    | 24:38 | 23     | 7.       |                                           |
| 2018   | MNL-2 | 2                | 7            | 12     | 4    | 7    | 1    | 25:14 | 19     | 3.       |                                           |
| 2019   | MNL-2 | 2                | 8            | 14     | 1    | 2    | 11   | 10:31 | 5      | 8.       |                                           |
| 2020   | MNL-2 | 2                | 8            | 7      | 3    | 1    | 3    | 13:12 | 10     | 4.       |                                           |
| 2021   | MNL-2 | keine Austragung |              |        |      |      |      |       |        |          |                                           |
| 2022   | MNL-2 | 2                | 6            | 10     | 6    | 3    | 1    | 21:6  | 21     | 2.       |                                           |
| 2023   | MNL-2 | 2                | 10           | 18     | 12   | 2    | 4    | 53:23 | 38     | 2.       |                                           |